# Doom (videójáték, 1993)
A Doom (magyarul "Végzet") Belső nézetű lövöldözős játék, amelyet 1993-ban adott ki az id Software MS-DOS operációs rendszerre. A játékos a Doomguy becenevet viselő katonát irányítja, akinek megfertőzött zombikat és pokolból szabadult démonokat kell legyőznie. Az első fejezet shareware formában terjedt, a teljes játékot 2 további fejezettel kiegészítve lehetett megvásárolni az id Software-től postán keresztül. A játék frissített változata boltokban is megjelent Ultimate Doom néven, amely egy újabb, negyedik fejezetet is tartalmazott. Folytatása, a Doom II: Hell on Earth 1994-ben jelent meg.
A Doom az egyik legfontosabb játék a videójátékok történelmében, gyakran említik a valaha volt legjobb és legfontosabb játékként, technikai újításai nagy hatással voltak a 3D, belső nézetű, illetve többszemélyes játékokra. Világszerte 3.5 millió darabot adtak el, és több mint 10 és 20 millió közötti ember játszotta a megjelenése utáni első két évben, becslések szerint több gépre volt feltelepítve, mint a Microsoft akkori új operációs rendszere, a Windows 95. A nagy sikernek és technikai újításainak köszönhetően rengeteg más fejlesztő használta a játék motorját saját játékukhoz, vagy ahhoz hasonló motort készítettek, ezeket Doom klónoknak hívják, amelyek közül a legismertebb a Duke Nukem 3D. A játékot könnyen lehet módosítani a WAD fájlban tárolt adatok átszerkesztésével. A játék véres, erőszakos és pokoli ábrázolásai viták tárgyát képezték, és egyike volt azon játékoknak, amely miatt az ESRB korhatár besorolás létrejött.
Sikerének köszönhetően a játékot rengeteg más operációs rendszerre és játékkonzolra is átírták, utóbbi időkben rajongók által más célt szolgáló hardverekre is, továbbá rengeteg folytatás követte: Doom II: Hell on Earth, Doom 64, Doom 3, Doom (2016), Doom Eternal. A játék forráskódja 1997-ben megjelent tulajdonosi engedéllyel, 1999-ben GNU General Public License-re változtatták.

## Játékmenet
Stílusát tekintve belső nézetű lövöldözős játék, ahol a cél, hogy a játékos a rendelkezésre álló fegyvereivel legyőzze a számítógép által vezérelt ellenségeket, Deathmatch módban a többi játékos(oka)t. A játék fejezetekre van bontva, egy fejezeten belül 9 szint található, amelyből egy titkos. A következő szintre az adott szint végének elérésével lehet eljutni, amely általában egy liftben található kapcsoló, vagy egy teleport kapu. A szinteken titkos helyek is előfordulnak, amelyek eljutásához a játékosnak meg kell keresni az ahhoz vezető bejáratot, ez lehet egy más színezésű fal, vagy egy rejtett kapcsoló által kinyitott ajtó, illetve ezeken keresztül lehet titkos szintekre is eljutni. Előfordulnak továbbá elszórva felvehető tárgyak, mint pl. elsősegély doboz, lőszer, fegyver, kulcsok amelyekkel lezárt ajtókat tud a játékos kinyitni a tovább haladáshoz, vagy titkos részeken található gömbök, amelyek egy extra képességgel ruházzák fel a játékost (pl. sebezhetetlenség, láthatatlanság), továbbá az ellenségek, kapcsolók, ajtók, lépcsők, liftek, hullák és robbanásveszélyes hordók.
A főmenüben új játék elkezdése előtt lehetősége van a játékosnak fejezetet illetve nehézségi szintet választani, ezek közül megemlítendő a Nightmare (magyarul Rémálom) nehézségi fokozat, amely azért került bele a játékba, mert rengeteg játékos az Ultra-Violence nehézségi fokozatot is könnyűnek találta. Nightmare fokozaton az ellenségek gyorsabban támadnak, több sérülést okoznak, illetve miután a játékos legyőzött egy adott ellenséget annak helyére egy idő után egy másik teleportál. A nehézségi fokozat 1.2-es és későbbi verziókban érhető el.
Két többjátékos mód érhető el ahol négy játékos játszhat hálózaton keresztül: Deathmatch és Cooperative. Deathmatch módban a játékosok egymás ellen harcolnak, míg Cooperative módban a játékosok egymást segítve játszanak.

### Fegyverek
A játékban nyolc fegyvert használhat a játékos:
- Ököl: alap fegyver, nem használ lőszert
- Láncfűrész: lecseréli az ököl fegyvert ha a játékos felveszi, nem használ lőszert
- Pisztoly: alap fegyver, tölténytárat használ lőszerként
- Sörétes puska: egycsövű sörétes puska, sörétes lőszert használ lőszerként
- Golyószóró: Gatling-típusú forgótáras gépfegyver, tölténytárat használ lőszerként
- Rakétavető: vállról indítható rakétavető, rakétákat használ lőszerként
- Plazma puska: gyorstüzelésű plazmafegyver, plazma cellákat használ lőszerként
- BFG 9000: teljes nevén: „Big Fucking Gun 9000”, magyarul: „Kibaszott Nagy Fegyver 9000”, nagy teljesítményű plazmafegyver, plazma cellákat használ lőszerként

### Ellenségek
A játékban tíz ellenség található:

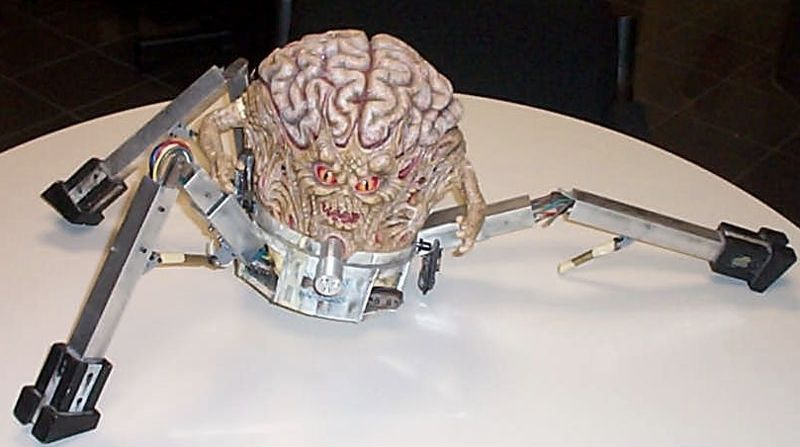
Adrian Carmack által készített Spider Mastermind modell, a legtöbb karaktert agyagból készítették el, majd bedigitalizálták 9 szögből

- Zombieman: Zombivá változott katona, a játék leggyakrabban előforduló, illetve leggyengébb ellensége, miután meghal egy tölténytárat dob el
- Shotgun guy: Sörétes puskával rendelkező zombikatona, a Zombieman mellett a leggyakrabban előforduló ellenség, miután meghal egy sörétes puskát dob el
- Imp: Barnaszínű, izmos, emberalkatú démon, testéből tüskék állnak ki, tűzlabdák dobálásával vagy karmolással támad.
- (Pinky) Demon: Rózsaszín, tömzsi, izmos testalkatú de emberméretű démon, harapással támad, a leggyorsabb ellenség a játékban
- Spectre: A Demon láthatatlan változata
- Cacodemon: Piros színű, gömbölyű, repülő démon, tűzlabdák lövésével vagy harapással támad. Nem jelenik meg az első fejezetben
- Lost Soul: Repülő, tűzben lángoló koponya szarvakkal, a játékosnak nekirepülve harapással támad. Nem jelenik meg az első fejezetben
- Baron of Hell: Rózsaszín, magas és izmos testalkatú démon, zöld plazmák dobálásával vagy karmolással támad.
- Cyberdemon: A második fejezet főgonosza, egy emberalkatú, bőrszínű, magas és izmos testalkatú démon pár mechanikus végtaggal, rakéták kilövésével támad. Nem jelenik meg az első fejezetben.
- Spider Mastermind: A harmadik fejezet egyben a játék főgonosza, egy pókalkatú, mechanikus végtagokkal rendelkező agy kinézetű démon, golyószóróval támad. Nem jelenik meg az első fejezetben

## Történet
Egy egyszerű sci-fi/horror történetet találtak ki az alkotók, melyet az egyes epizódok között lehet elolvasni összekötő szövegként, s bár nem játszik különösebb szerepet, viszont egy keretbe foglalja a játékot.
A játékos egy névtelen tengerészgyalogost alakít (a rajongók csak egyszerűen Doomguy-nak nevezik), akit a Marsra küldenek, hogy ölje meg a rangelső katonatisztet, mivel egy értelmetlen mészárlást rendelt el a bolygón. A katonatiszt a UAC-nek (Union Aerospace Corporation, magyarul „Egyesült Űripari Vállalat”) dolgozik, amely egy katonai egyesület és titkos teleportációs kísérletekkel foglalkozik a Mars holdjai között (Phobos, Deimos). A főszereplőt egy jelentéktelen biztonsági szolgálatba állítják, ám hamarosan valami hiba történik egy teleportációs kísérlet folytán és különböző teremtmények jönnek elő a pokolból a teleportkapun keresztül. A katonai védekezés kudarcba fullad, nem tudják megállítani az inváziót és a bázist hamarosan uralmuk alá vonják a démonok. A Marsról kiküldik a UAC csapatot a Phobosra, hogy megvizsgálják az incidenst, de a rádiókapcsolat megszakad és csak egyetlen túlélő marad hátra, mégpedig maga a játékos, akinek egyetlen feladata maradt hátra: kijutni ebből a pokolból.

### Fejezetek
A játékosnak négy fejezetenként kilenc szintet, azaz összesen 36 szintet kell teljesítenie (ebből 4 titkos szint):
1. Első fejezet – Knee-Deep in the Dead: Ez a fejezet a shareware verzióban is elérhető, a Mars egyik holdján, a Phobos egyik technológiailag igen fejlett katonai bázisán játszódik. Ennek a fejezetnek az utolsó szintjén két Baron of Hell démonnal kell megküzdenie a játékosnak, majd egy teleport kapun keresztül átkerül a Mars másik holdjára, a Deimosra.
2. Második fejezet – Shores of Hell: a démonok által megszállt Deimos bázison kell likvidálni az ellenségeket, majd a fejezet főellenségének számító Cyberdemon legyőzése után kiderül: a hold a pokol felett lebeg.
3. Harmadik fejezet – Inferno: a főhős alászáll a pokolra és miután megölte a főellenséget, a Spider Mastermindot, egy rejtett átjáróra bukkan, amin keresztül visszajut a Földre.
4. Negyedik fejezet – Thy Flesh Consumed: Az Ultimate Doom című frissítésben érhető el, amelyben a főhős Földre való visszajutásának története szerepel.

## Fejlesztés
A játék fejlesztése 1992-ben kezdődött, amikor John Carmack új 3D-s motort kezdett el fejleszteni, az addigi Wolfenstein 3D motor lecserélésére. Carmack fejlesztései és kutatásai mellett a csapat többi tagja a Wolfenstein 3D kiegészítő küldetésén, a Spear of Destiny-n dolgozott.
1992 végén a játék tervezése is elkezdődött, a témák különböző sci-fi-, akció- és horrorfilmekből jöttek, mint például az Alien-filmekből vagy az Evil Dead II című horror filmből. A játék címét Carmack A pénz színe című film egyik jelenetéből vette át, amikor is Tom Cruise jelenik meg egy biliárdszalonban, kezében egy tokba tett dákóval:

| „ | – Mi van nálad? – kérdezi tőle valaki, mire így felel: – Végzet. Azaz, Doom. | ” |
|   |                                                                              |   |

Tom Hall készített egy specifikációt a játékról Doom Bible néven, amely részletes történetet, többjátékos szereplőket és interaktív lehetőségeket tartalmazott. A fejlesztőcsapat az egyszerűség érdekében több ötletét elvetette (például a részletes történetet), így Tom Hall később távozott, mivel nem értett egyet a fejlesztés irányával. A játék vége felé a legtöbb pályát John Romero és Sandy Petersen építette, a grafikát pedig Adrian Carmack, Kevin Cloud és Gregor Punchatz készítette el. Több módszert használtak: a legtöbb ellenfelet megrajzolták vagy megfestették, de akadt olyan is, amit agyagból és latexből készítettek el, hogy az így megkapott modellt bedigitalizálhassák. Néhány fegyvert a játékfegyvert is gyártó Toys "R" Us játékboltból kölcsönöztek. A heavy metal stílusú zenét Bobby Prince szerezte.

### A játék motorja

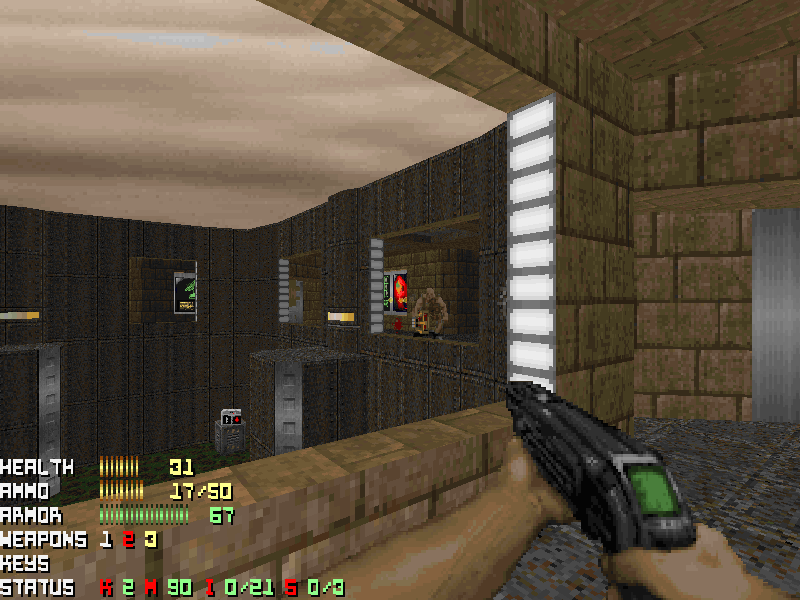
A Doom szabad szoftveres változata FreeDoom néven, amelyben kicserélték a grafikát, a hangokat, a zenéket és a pályákat. Ez a változat is a Doom-motort használja, csakúgy, mint az összes többi átirat.

A Doom motorja technikailag nagy előrelépésnek számított megjelenésekor. A fejlesztők egyaránt törekedtek a minél szebb látványvilág megjelenítésére és a gépigény alacsony szinten tartására. Mivel az akkori hardvereken túl lassú lett volna egy valódi, teljesen 3D megjelenítés, ál-3D grafikát kapott a játék.
Az id Software előző játékához, a Wolfenstein 3D-hez képest több újítás került a motorba. Megjelentek a magassági különbségek: míg a Wolfenstein 3D-ben minden padló és plafon sík volt, a Doom-ban tetszőlegesen változhatott a magasságuk. A Doom szakított az előd labirintus-jellegével is, pályatervezéskor nem szükséges már derékszögűnek lennie a falak csatlakozásának, ezenkívül megjelentek a külterek is a pályákon. Futás vagy gyaloglás közben a fegyver himbálózása mozgásérzetet kelt a játékosban: a Wolfenstein 3D-ben a főszereplő karjai nem mozognak. Teljes a textúrázottság minden felületen, szemben a Wolfenstein 3D textúra nélküli padlójával és plafonjával. A pályákon megjelenik az interaktivitás: a platformok akár le és föl tudnak mozogni, csakúgy mint a padlók és a hidak, melyek szintén felemelkedhetnek és lesüllyedhetnek. A Doomban a fényviszonyok is változnak, az árnyékok és fényforrások hozzájárultak a játék látványvilágának hitelesebbé tételéhez. A valós életérzetet továbbá a sztereó hangzás is elősegítette, amelyből következtetni lehetett nagyjából, hogy honnan és milyen távolságból jöhetnek a hangok. Például a játékos figyelmét felkelthetik a szörnyek röfögései és morgásai, mert hallhatja, hogy honnan számíthat ellenségre. Az ajtók nyitódását és záródását is meghallhatja, ezáltal rátalálhat különböző titkos rejtekhelyekre.
A Doom pályái nem teljesen háromdimenziósak, mert belülről egy síkon vannak ábrázolva (ez látható a játék beépített térképén), a terek falakkal és magassági különbségekkel voltak elválasztva. A mai, 3D vertexekre épülő geometriával szemben több megkötés is van: például nem lehet két szoba egymás fölött, nem lehet tetszőleges szögben szétnézni a fellépő nagy torzulások miatt. Előnye viszont a gyorsaság, amit BSP (Binary Space Partitioning, bináris térfelosztás) alapú rendereléssel ér el, továbbá előnyös a 2D pályaábrázolás a beépített térkép rajzolásakor is.
Fontos újítás a motorban a moduláris megközelítés, ami megengedi a játék tartalmának lecserélését a WAD adatfájlok cseréjével (lásd lentebb). Az előd Wolfenstein 3D-ben nem volt meg ez a lehetőség, bár a játék fanatikusai rájöttek, hogyan tudnak saját pályákat készíteni. A Doom ezzel szemben megadta a lehetőséget, ami jelentősen növelte a népszerűségét.

## Megjelenés és annak története

### Kezdeti népszerűség
A megjelenését nagy várakozás övezte. Rengeteg hír szólt a Doom-ról különböző Internetes oldalakon, továbbá a sok képernyőkép, hír, a játék alfa-verziói is mind az Interneten keringtek. (Sok évvel később ezeket az alfa-verziókat jóváhagyta az id Software a játék történelmi jelentősége miatt, mivel ezek alapján mutatták be, miképp fejlődött a játék.) 1993. december 10-én töltötték fel először a Doom első nyilvános verzióját a Software Creations BBS szoftverfejlesztő csapat és a Wisconsin-Madison-i Egyetem FTP szervereire. A feltöltés előtt meg kellett kérni a szervereken várakozó rajongókat, hogy valamelyikőjük lépjen ki a szerverről, mert nem tudott belépni a feltöltést elindító kolléga. A feltöltés után pár perccel lefagyott az összes szerver, mivel több millióan akarták letölteni a játékot.
A shareware verziót elkezdték terjeszteni a rajongók is: 1995-ben több mint 10 millió számítógépre volt feltelepítve a játék és még a Microsoft alkalmazottai is a Doom-mal játszottak. 1995-ben a The Ultimate Doom volt az első olyan Doom, amelyet kereskedelmileg is árusítottak a boltokban. A Doom jelentős probléma lett a munkahelyeknél, mivel teljesen lefoglalta az alkalmazottakat: egész nap a hálózatokon deathmatcheztek, amivel jókora forgalmi dugót alakítottak ki a hálózatokon.
1995 végén egy felmérés során kiderült, hogy a Doom több számítógépre van feltelepítve, mint a Microsoft akkori új operációs rendszere, a Windows 95. A játék népszerűsége miatt Bill Gates-et foglalkoztatta az id Software megvételének lehetősége és később a Microsoft megkérte a céget egy Windows 95-ön futtatható Doom-változat elkészítésére, amivel a Windows 95 játékfuttatási képességeiről szerették volna meggyőzni a vásárlókat. Az új változat a Doom 95 nevet kapta és a reklám kedvéért Bill Gates-et bedigitalizálták a játékot bemutató videoba is. Az 1995-ben kiadott Excel 95-be egy Doom-szerű titkos pályát tettek a készítők a programozók arcképeivel ellátva easter eggként (ami a Hall of Tortured Souls nevet viseli).
A Doom-ot a sajtó is széles körben elismerte: 1994-ben megkapta az év játéka címet a PC Gamer és a Computer Gaming World számítógépes laptól. Szintén elismerést kapott technikailag a program a PC Magazine által és a legjobb akció-kaland játéknak nevezte ki az Interaktív Művészetek és Tudományok Főiskolája. A széles körben elterjedt játék lett az első olyan videójáték, amely a deathmatch kifejezést használta. A játék egyjátékos módja mellett a többjátékos deathmatch mód is nagyon népszerű lett, bár nem a Doom volt az első olyan FPS, amely ilyen móddal rendelkezett. Az Atari ST-n megjelent MIDI Maze játék már 1987-ben lehetővé tette az egyszerre négy ST gépen való játékot MIDI portok segítségével. Viszont a Doom volt az első olyan játék, amely forradalmasította és népszerűvé tette a deatmatch játékmódot. Etherneten vagy telefonos kapcsolat segítségével modemen keresztül akár két játékos is játszhatott egyszerre. Pár év múlva nagyon népszerű lett ez a többjátékos mód és számos ilyen rendezvényt tartottak meg, amelyre évről évre rengetegen jelentkeznek. Az évek során kihagyhatatlanná vált ez a mód, szinte minden FPS játékban megtalálható. Az id Software minden évben megszervezi saját rendezvényét QuakeCon néven, ahol megmérkőzhetnek egymással a jelentkezők az id éppen aktuális játékaival.

### A WAD fájlok

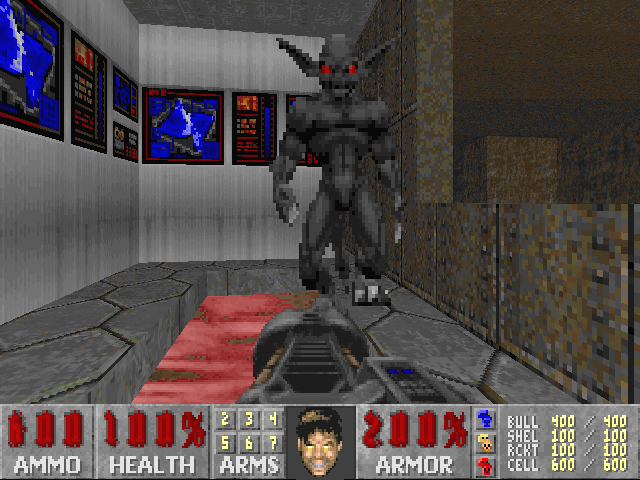
Számtalan átiratot készítettek a rajongók, amellyel a játékot népszerűsítették. Ezen a képen jól látható, hogy szinte mindent átírtak, illetve átrajzoltak az eredeti Doom-hoz képest.

A játék az adatait úgynevezett WAD fájlokban tárolja (a rövidítés jelentése Where is All the Data?, magyarul „Hol vannak az adatok?”). Ez a formátum összefogja egyetlen fájlba a számtalan apró fájlt (grafikákat, scripteket, hangokat), elrejtve a felhasználó szeme elől. A játék megjelenése után megjelentek különböző segédprogramok a WAD fájlok szerkesztésére, amelyekkel a játékosok átszerkeszthették a játék kinézetét, így a Doom lett az első nagy mértékben átszerkesztett játék. A WAD fájlok átírásával lehetővé vált, hogy a rajongók létrehozzák saját készítésű játékaikat tetszőleges menüvel, pályákkal, fegyverekkel, ellenségekkel és tárgyakkal – természetesen a Doom adta lehetőségeken belül, hiszen a forráskódhoz nem férhettek hozzá a rajongók. Számos játéktervező így kezdte el karrierjét, hogy átszerkesztette a játékot – többek közt Tim Willits is, aki később az id Software fő tervezője lett. Később több játék, például az Unreal vagy a Half-Life is ezt a filozófiát követte és a módosítások készítése általánossá vált a játékiparban.
1994-ben megjelentek az első pályatervezők és jó pár szoftvert is létre hoztak, hogy a játékokat könnyebben átírhassák (ilyen volt például a DEU is (Doom Editing Utility)). Az átszerkesztett WAD fájlok többsége egy vagy több különböző saját készítésű pályát tartalmazott és általában ezek az eredeti játék környezetét idézték, de a többi pályán új szörnyeket és elemeket lehetett találni, s később az egész játékot átformálták. Népszerű filmeket, televíziós sorozatokat, videójátékokat és további népszerű termékeket „Doomosítottak”, mint például: Alien, Batman, Dragon Ball Z, Szellemirtók, Pokémon, Red Faction, Sailor Moon, South Park, Star Wars, A Simpson család és az X-akták. A Theme Doom Patchben több filmből is található filmbéli szereplő, mint például az Alien-ből, a Predator-ból és a Terminátor-ból. Néhányan még a program hangjait is megváltoztatták a Beavis és Butt-head című amerikai rajzfilmsorozatéra.
1994 és 1995 körül elkezdődött a WAD fájlok terjesztése a BBS-en keresztül, majd megjelentek a számítógépes boltokban a WAD fájlokat tartalmazó, önállóan árusított CD-k is, s némelyikhez használati útmutató is mellékeltek. Később az FTP szerverek lettek a fájlcserék elsődleges forrásai. 1995-ben hivatalosan is kiadtak egy 1830 WAD fájlt tartalmazó CD-t, Master Levels for Doom II címmel. Ezen kívül még több ezer WAD fájlt hoztak létre a rajongók: az id FTP szerverén 13 000 fájl található.

## Folytatások és Doom-klónok

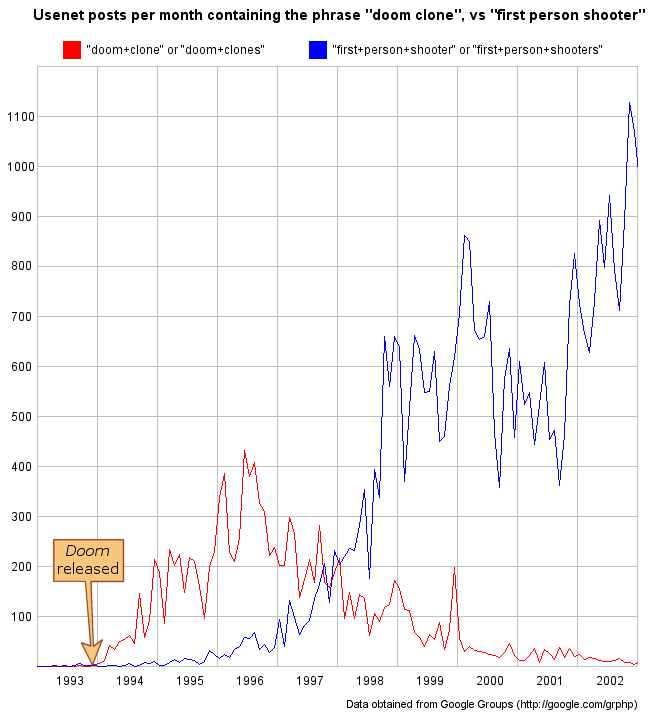
A „Doom klón” kifejezés csak kezdetben volt népszerű a Doom stílusához hasonlító játékok megnevezésére, mert 1996-tól egyre inkább az FPS váltotta fel ezt a kifejezést

1994-ben, egy évvel a Doom kiadása után megjelent a folytatás, Doom II: Hell on Earth címen. Technikailag nem volt nagy eltérés az előző részhez képest, a játék motorja ugyanaz maradt. Három kiegészítő csomag jelent meg: a The Ultimate Doom (1995), a Master Levels for Doom II (1995), és a Final Doom (1996).
Rengeteg konzolra és operációs rendszerre jelent meg a játék: DOS, Microsoft Windows, QNX, Irix, NEXTSTEP, Linux, Apple Macintosh, AMIGA,Super NES, Sega 32X, Sony PlayStation, Game Boy Advance, RISC OS, Atari Jaguar, Sega Saturn, Nintendo 64, Tapwave Zodiac, 3DO, Xbox és Xbox 360. A mai napig ismeretlen, hogy pontosan hány darabot adtak el a Doomból, de körülbelül több mint 4 millióra becsülik világszerte a program eladását. A Doom II: Hell on Earth csaknem 100 millió dollárt hozott az id-nak.
A Doom-motorját több kereskedelmi forgalomba került játékhoz is licencelték (Heretic, Hexen, Strife, HacX). Megjelent egy Marine Doom című változat is, amit az amerikai katonák kiképzésére használtak fel az Egyesült Államokban. A Doom megjelenése fellendítette az akkor még igen gyerekcipőben járó FPS műfaj fejlődését és a videójátékok piacán rengeteg hasonló játék jelent meg, amelyet Doom klónoknak neveztek el. Ezek közül valóban sok klón volt, de idővel megjelentek egyedibb, riválisnak tekinthető darabok, elszakadva a Doom játékmenetétől. Évek kellettek ahhoz, hogy a szóhasználatban a Doom klón kifejezés helyett meghonosodjon a típusbesorolás, a First-person shooter kategória. Rivális volt a Looking Glass Studios System Shock játéka (amely már tényleg valós 3D-s grafikával rendelkezett) vagy a Apogee Software (mára már 3D Realms) által kiadott Rise of the Triad. 1995-ben a LucasArts kiadta első Star Wars környezetű FPS-ét Dark Forces néven. 1996-ban a Doom fő riválisává vált a 3D Realms Duke Nukem 3D játéka, mely, a Ken Silverman által létrehozott Bulid motoron alapult. Az id Software ekkor már a következő technológiai ugráson, a Quake-en dolgozott, amely még abban az évben megjelent – később két folytatás is követte. A harmadik részt, a Doom 3-at 2000-ben jelentették be és 2004-ben jelent meg az id Tech 4 grafikus motorral. Négy évre rá, 2008. május 7-én bejelentették a következő rész fejlesztését, a Doom 4-et.
Dafydd Ab Hugh és Brad Linaweaver szerzőktől négy novella jelent meg a világhírű játékról, továbbá 2005-ben készítettek egy filmet is Karl Urban és The Rock főszereplésével. David Kushner két könyvet is írt a játék fejlesztéséről és történetéről Masters of Doom címen, amely Magyarországon a PC Guru számítógépes újság mellékleteként jelent meg.

## Problémák
A játék erőszakossága és sátánizmusa csakhamar több vitát szült, vallási és civil szervezetek egyaránt támadták miatta. A Yahoo! Games minden idők 10 legvitatottabb játéka közé válogatta. Washington állam szenátora Phil Talmadge a Doom-ra hivatkozva próbálta engedélykötelessé tenni az akkoriban terjedő Virtual reality-készülékek használatát. A játék erőszakossága figyelembe került az 1999-es Eric Harris és Dylan Klebold által elkövetett Ámokfutás a Columbine High Schoolban kapcsán is. A két gyilkos Doom-rajongó volt. Harris egy videófelvételen azt mondta a mészárlás előtt, hogy az olyan lesz, „mint a kibaszott Doom”, valamint hogy a fegyvere „egyenesen a játékból” származik. Az eset kapcsán olyan hírek terjedtek, hogy Harris készített néhány Doom-os pályát, amelyek az iskola csarnokát ábrázolták, benne Harris osztálytársaival és tanáraival, amelyeket újra és újra végig játszott, mintegy gyakorlásképpen. Bár valóban készített Doom-pályákat, de azok nem a középiskolát ábrázolták.
A Harvard Medical School két kutatója, Cheryl Olson és Lawrence Kutner szerint viszont nincsenek összefüggésben az iskolai lövöldözések és az erőszakos játékok. Számtalan fiatal gyilkos játszott videójátékokkal, ám az Oktatási Minisztérium és az Amerikai Titkosszolgálat által megvizsgált 37 esetből az derült ki, hogy nem találtak összefüggést az iskolai mészárlások és a túlzottan erőszakos videójátékok között. A 37 megvizsgált esetből az is kiderült, hogy a tettesek többsége depresszióra hajlamos férfi volt, akik előzőleg már megkíséreltek öngyilkosságot. Valójában, a tetteseknek csak a nyolcada mutatott valamilyen különleges érdeklődést az erőszakos videójátékok iránt, ami jóval kevesebb, mint az erőszakos filmek és könyvek iránt érdeklődők aránya.

## Jelenkor

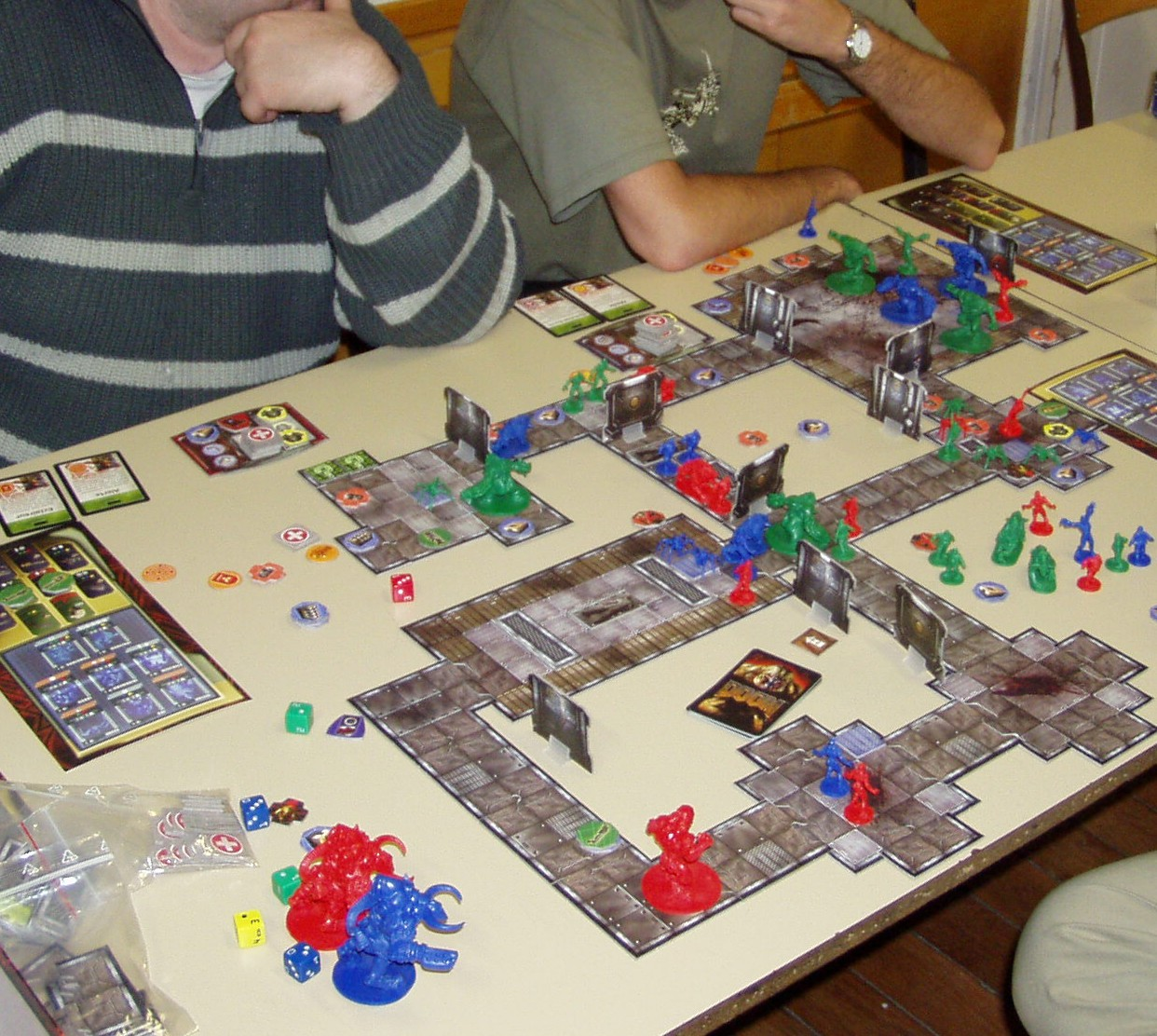
A Doom: A Társasjáték játék közben

A Doom-ot ma is a legfontosabb PC játékok között tartják számon. 2001 júliusában a GameSpy által 100 játékfejlesztő és újságíró bevonásával készített szavazáson elnyerte a Minden Idők Első Számú Játéka címet. 2004-ben a PC Gamer magazin a második legjobb játéknak kiáltotta ki a Half-Life után és még ebben az évben kiadtak egy társasjáték változatot is a játékról, Doom: A Társasjáték néven.
A játék rajongói köre kitartónak bizonyult az újabb, konkurens játékok megjelenése után is, az id FTP rendszerébe még 2005-ben is minden héten került fel néhány új pálya. 1997-ben jelent meg a játék forráskódja, aminek nyomán a rajongók elkezdték a játék portolását más operációs rendszerekre, sőt hardverekre is. Készült Doom többek között Sega Dreamcast, PlayStation Portable Nintendo DS konzolokra, sőt még iPodra és Texas Instruments grafikus számológépekre is. Megjelentek újítások is, mint az OpenGL támogatás vagy scriptek támogatása. Mára több, mint 50 különböző portolt változata létezik.
Fanatikus játékosok a játék végigrohanásával versenyeznek, hogy ki tudja rövidebb idő alatt végigjátszani, amelyhez az egyes pályák és a motor hibáit is felhasználják. Az Ultra-Violence nehézségi fokozaton kevesebb, mint 25 perc a végigjátszási idő rekordja. Ma is több multiplayer szerver működik, amelyen többjátékos módban játszható a Doom.

### Doom Wiki
A Doom Wiki egy 2005. január 6-án létrehozott MediaWiki-alapú weboldal, a Wikia része, melynek cikkei teljes mértékben a Doom-mal foglalkoznak. Minden témakört átfogó 3300 szócikkével kétségtelenül ez a legnagyobb wikiprojektje a játéknak. Az oldal számos témával foglalkozik, például a Doom összes részével és az ezekben használt játékmotorokkal, számos kiegészítővel, moddal és source porttal, easter egg-gekkel és csalásokkal is.

## Fordítás
- Ez a szócikk részben vagy egészben  a   Doom (1993 video game) című angol Wikipédia-szócikk ezen változatának fordításán alapul.  Az eredeti cikk szerkesztőit annak laptörténete sorolja fel. Ez a jelzés csupán a megfogalmazás eredetét és a szerzői jogokat jelzi, nem szolgál a cikkben szereplő információk forrásmegjelöléseként.